# 유성 후치경 마찰음

## 발음 설명
유성 후치경 마찰음(有聲後齒莖摩擦音)은 자음의 하나로 후치경에서 조음되는 유성 마찰음이다.

## 조음 방법
손가락을 이와 잇몸 사이에 넣고, 유성 치경구개 마찰음을 발음하면,손가락이 이에 눌리게 된다. 이때 혀를 조금만 뒤로 빼서 발음하면(손가락은 위의 방법으로 입에 댄다)된다.

## 발음의 예
- 헝가리어: zs에서 이 소리가 난다.
- 체코어, 슬로베니아어, 라코타어, 리투아니아어, 라트비아어: ž에서 이 소리가 난다.
- 마케도니아어, 우크라이나어, 불가리아어, 타지크어: ж에서 이 소리가 난다.
- 프랑스어: 외래어가 아닌, j 및 /e, i, y/ 앞의 g에서 이 소리가 난다.
- 루마니아어, 라딘어, 포르투갈어, 르완다어, 콩고의 모노어: j에서 이 소리가 난다.
- 라디노어: 히브리 문자 표기의  זﬞ, 라틴 문자 표기의 j에서 이 소리가 난다.
- 알바니아어, 벤다어, 나바호어, 월라이타어: zh에서 이 소리가 난다.
- 롬어: 범 블라흐 라틴 문자 표기의 ž에서 이 소리가 난다.
- 쇼나어: zh에서 숨소리로 난다.
- 페르시아어: ژ에서 이 소리가 난다.
- 조지아어: ჟ에서 이 소리가 난다.
- 총가어: xj에서 이 소리가 난다.
- 카슈브어: ż에서 이 소리가 난다.

## 같이 보기
- 무성 후치경 마찰음